# Mýrarfell
Mýrarfell är ett berg i republiken Island. Det ligger i regionen Austurland, 300 km öster om huvudstaden Reykjavík. Toppen på Mýrarfell är 1 168 meter över havet.
Trakten runt Mýrarfell är nära nog obefolkad, med mindre än två invånare per kvadratkilometer. Närmaste större samhälle är Djúpivogur, omkring 17 kilometer öster om Mýrarfell. Trakten runt Mýrarfell består i huvudsak av gräsmarker.